# Joachim Flatau
Joachim Flatau (* 18. März 1907 in Tuchel; † 16. April 2000 in Berlin) war ein deutscher Funktionär der DDR-Blockpartei LDPD und Chefredakteur des LDPD-Zentralorgans Der Morgen.

## Leben
Flatau wurde im westpreußischen Tuchel geboren, das im Januar 1920 nach den Bestimmungen des Versailler Vertrags im Rahmen der Einrichtung des Polnischen Korridors an Polen fiel. Er besuchte die Volksschule und das Gymnasium, wo er 1926 sein Abitur ablegte. Anschließend studierte er bis 1932 Germanistik, Philosophie und Geschichte an den Universitäten in Berlin und München. Danach war er bis 1938 als Mitarbeiter in verschiedenen Verlagen und Archiven tätig. Zum 1. Mai 1937 trat Flatau in die NSDAP ein (Mitgliedsnummer 5.713.127). 1939 begann er eine Tätigkeit beim Auswärtigen Amt des Deutschen Reiches, wo er als wissenschaftlicher Hilfsarbeiter in der Kulturabteilung eingesetzt wurde. 1943 wurde Flatau zur Wehrmacht eingezogen, in der er bis zum Februar 1944 Dienst tat. Aufgrund einer schweren Verwundung, nach der Flatau beide Beine und der linke Arm amputiert werden mussten, konnte er erst 1947 wieder einer Berufstätigkeit nachgehen.
Flatau blieb nach dem Ende des Zweiten Weltkriegs in der sowjetischen Besatzungszone. Schon 1945 trat er in die LDP ein. Im Frühjahr 1947 stellte der neugewählte zweite LDP-Landesvorsitzende von Brandenburg, Ingo von Koerber, Flatau als Mitarbeiter ein. Nach dem 3. LDP-Parteitag im Februar 1949 wechselte er in den Zentralvorstand der Partei, wo er zunächst als Referent, später als Hauptabteilungsleiter arbeitete. Im Sommer 1950 rückte Flatau zudem für den verhafteten LDPD-Generalsekretär Günter Stempel als Abgeordneter in die Provisorische Volkskammer nach. Für die nächste Volkskammerwahl im Dezember 1950 stellte die LDPD Flatau erneut als Kandidaten auf; er vertrat seine Partei in der ersten Wahlperiode des DDR-Parlaments als Abgeordneter. 1951 übertrug die Partei ihm den Posten des Chefredakteurs des Zentralorgans Der Morgen in der Nachfolge von Wilhelm John. Durch diese Funktion war er auch Mitglied des LDPD-Zentralvorstandes und des Politischen Ausschusses.
Im Dezember 1954 wurden Flatau der Chefredakteursposten sowie die Führungspositionen in der Partei durch Beschluss des Parteikollegiums wieder entzogen. Nachfolger im Amt des Chefredakteurs wurde Gerhard Fischer. Flatau wechselte in das Büro von Hans Loch und wurde dessen persönlicher Referent. Nach dem Tod Lochs im Jahr 1960 arbeitete er als freischaffender Journalist, häufig zusammen mit seiner Frau Annelis. Er schrieb weiterhin als freier Mitarbeiter für den Morgen und verfasste diverse Bücher.

## Privates
Joachim Flatau war verheiratet mit Anna-Elisabeth „Annelis“ Flatau, die bereits ab 1950 die Frauenredaktion der Zeitung Der Morgen geleitet hatte. Sie hatten gemeinsam zwei Kinder.

## Veröffentlichungen
- Wilhelmine Schirmer-Pröscher: Die Welt vor meinen Augen. Erinnerungen aus dem 20. Jahrhundert. Aufgezeichnet von Annelis und Joachim Flata. Verlag Der Morgen, Berlin 1969. (2. Aufl. 1987)
- Max Suhrbier: Ein Blick zurück ins Leben. Letzte Gespräche. Aufgezeichnet und herausgegeben von Joachim Flatau. Verlag Der Morgen, Berlin 1973.